# إليزابيث نورمان مكاي
إليزابيث نورمان مكاي (بالإنجليزية: Elizabeth Norman McKay)‏ هي مؤرخة موسيقى ‏ وملحنة ومؤرخة بريطانية، ولدت في 1931 في لندن في المملكة المتحدة، وتوفيت في 2018.